# Ялино
Ялино — деревня в Рязанском районе Рязанской области. Входит в Искровское сельское поселение.

## География
Находится в северо-западной части Рязанской области на расстоянии приблизительно 23 км на юг-юго-восток по прямой от вокзала станции Рязань II у речки Рака рядом с остановочным пунктом 226 км железной дороги Рязань-Ряжск.

## История
На карте 1850 года показана как поселение с 25 дворами. В 1859 году здесь (тогда деревня Рязанского уезда Рязанской губернии) было учтено 32 двора, в 1897 53.

## Население
Численность населения: 241 человек (1859 год), 418 (1897), 31 в 2002 году (русские 97 %), 44 в 2010.